# The Winter Wake
«The Winter Wake» — третій студійний альбом італійського фольк-метал/павер-метал-гурту Elvenking. Реліз відбувся 27 січня 2006 року.

## Список композицій
Автором всіх пісень є Айдан, окрім вказаних.
1. "Trows Kind" – 5:57
2. "Swallowtail" (Damnagoras) – 4:26
3. "The Winter Wake" (із Marcel Schirmer) – 4:19
4. "The Wanderer" – 4:54
5. "March of Fools" – 5:46
6. "On the Morning Dew" – 3:30
7. "Devil's Carriage" (Damnagoras) – 4:04
8. "Rats Are Following" (Aydan, Damnagoras) – 4:37
9. "Rouse Your Dream" – 4:48
10. "Neverending Nights" (Damnagoras) – 7:01
11. "Disillusion's Reel" (Damnagoras) – 2:19
12. "Penny Dreadful" – 3:11 (кавер-версія гурту Skyclad) (європейський бонус)
13. "Petalstorm" – 4:49 (японський бонус)

## Учасники запису
- Дамна — вокал, додаткова електрогітара у треку "Neverending Nights"
- Айдан — гітара, задній вокал
- Горлан — бас-гітара
- Зендер — барабан
- Еліген — скрипка, клавішні